# Euagra perpasta
Euagra perpasta är en fjärilsart som beskrevs av Max Wilhelm Karl Draudt 1917. Euagra perpasta ingår i släktet Euagra och familjen björnspinnare. Inga underarter finns listade i Catalogue of Life.